# Țara (ziar)
Țara a fost un ziar din Republica Moldova, fondat pe 15 august 1990 ca ziar al Frontului Popular din Moldova. Țara a fost succesorul ziarului Deșteptarea. Ștefan Secăreanu a fost redactor-șef, iar Sergiu Burcă a fost redactor-șef adjunct (1990–1994).